# Illicium burmanicum
Illicium burmanicum là một loài thực vật có hoa trong họ Schisandraceae. Loài này được E.H. Wilson miêu tả khoa học đầu tiên năm 1926.